# Àïda (nom)
Àïda és un nom femení àrab (àrab: عائدة, ʿĀʾida) que literalment significa ‘que torna’ o ‘visitant’. Si bé Àïda és la transcripció normativa en català del nom en àrab clàssic, també se'l pot trobar transcrit Aida.